# The Flying Pickets
The Flying Pickets — британская вокальная акапелла-группа. Известна, в частности, по такому хиту, как и «Only You» (5 недель на 1 месте в Великобритании в 1983 году).

## История
Группа начинала в качестве театрального ансамбля «7:84», а первые записи сделала в 1982 году, когда начала выступать в клубах и пабах Лондона и взяла своё нынешнее имя The Flying Pickets. В оригинальном составе выступали Брайан Хиббард, Ken Gregson, Дэвид Бретт, Red Stripe, Рик Ллойд и Gareth Williams. В 1989 они участвовали в записи музыкального материала для театра Theatre Royal Stratford в Лондоне. Самый известный их хит «Only You» 5 недель был на 1 месте в Великобритании с 10 декабря 1983 года по 14 января 1984. Эта песня была написана ещё за год до них британским музыкантом Винсом Кларком для своей группы Yazoo, но стала более популярной в акапелла исполнении The Flying Pickets. Рик Ллойд получил премию BAFTA TV Award (1987), а основатель группы и её лидер-вокалист Брайан Хиббард в 2006 году был награждён премией BAFTA Cymru Award (он умер 17 июня 2012). Певец и актёр Дэвид Бретт снимался в фильмах, включая роль (Дедалус Диггл) в фильме «Гарри Поттер и философский камень» (2001).

## Дискография

### Оригинальные альбомы
- Live at the Albany Empire — (1982) — UK #48
- Lost Boys — (1984) — UK #11
- Flying Pickets Live — (1985)
- Best of the Flying Pickets — (1988)
- The Original Flying Pickets: Volume 1 — (1994)
- Best of the Flying Pickets — (2006)

Источник:

### Новые альбомы
- Blue Money — (1991)
- The Warning — (1994)
- Politics of Need — (1996)
- Vox Pop — (1998)
- Live in Hamburg — (2003)
- Everyday — (2005)
- Big Mouth — (2008)
- Only Yule — (2010)

### Синглы
- 1983 — «Only You» UK #1, DE #1, AT #3, CH #2
- 1984 — «When You’re Young and in Love» UK #7
- 1984 — «So Close»
- 1984 — «Who’s That Girl» UK #71
- 1985 — «Only the Lonely»
- 1985 — «Summer EP — Sealed with a Kiss»
- 1986 — «Take My Breath Away»
- 1992 — «Tainted Love» / «The Warning»
- 1992 — «Englishman in New York» / «Purple Rain»

Источники: